# Sins of Men
Sins of Men (o The Sins of Men) è un film muto del 1916 diretto da James Vincent. Ha anche il titolo alternativo The Sins of Men.

## Trama
Wilhelm Schumann diventa uno scrittore di successo pubblicando un libro dove elabora le sue dottrine che magnificano l'egoismo e l'edonismo. Tra i suoi tanti seguaci, anche i suoi figli, Elsa e Bertie che, dopo aver letto il libro, si trasformano: Elsa diventa una mantenuta, amante di George Marvin, mentre Bertie violenta Hope, una delle domestiche. Per vendicarsi, il padre della ragazza stuprata fa una strage di tutta la famiglia Schumann. Wilhelm, a questo punto, si sveglia, accorgendosi che è stato tutto un incubo. Prende così il manoscritto del pericoloso libro e lo butta nel fuoco.

## Produzione
Il film fu prodotto dalla Fox Film Corporation.

## Distribuzione
Distribuito dalla Fox Film Corporation, il film uscì nelle sale cinematografiche USA il 14 maggio 1916.